# Habitat for Humanity
Habitat for Humanity ist eine internationale, christliche und überkonfessionelle Non-Profit-Organisation, die im Jahr 1976 in Americus, Georgia (USA) gegründet wurde. Die Organisation setzt sich vorwiegend für den Bau von Unterkünften für Benachteiligte ein, wobei sie sich auf das Barn Raising beruft.

## Ziele
In 70 Ländern weltweit baut und renoviert Habitat for Humanity gemeinsam mit Freiwilligen und den Projektbegünstigten Häuser und ist in der Katastrophenvorsorge und im Wiederaufbau nach Naturkatastrophen tätig. Projekte aus den Bereichen Wasser, Sanitär und Hygiene (WASH) sowie Trainings zu Gesundheit, Einkommen und Landrecht, oftmals mit dem Fokus auf Waisen und besonders gefährdete Kinder (OVC) ergänzen die Hilfsprogramme. Habitat for Humanity arbeitet mit lokalen Behörden, anderen Hilfsorganisationen und der betroffenen Bevölkerung zusammen.
Das Freiwilligenprogramm heißt Global Village und richtet sich an Gruppen und Einzelpersonen. 
Habitat for Humanity Deutschland ist eine Vertretung von Habitat for Humanity International und mit Sitz in Köln ein eingetragener gemeinnütziger Verein. Habitat for Humanity Deutschland ist Mitglied im Deutschen Spendenrat und erhielt das Zertifikat für Transparenz. Weitere Mitgliedschaften bestehen bei Aktion Deutschland Hilft, Venro und der Initiative Transparente Zivilgesellschaft.

## Geschichte
Habitat for Humanity wurde 1976 von dem Rechtsanwalt Millard Fuller und seiner Frau Linda in Americus (Georgia) gegründet.  Sie lebten mit ihren Kindern auf einer Farm in Georgia. Ihren Angaben zufolge fingen sie dort an, Häuser für bedürftige Familien aus der Gegend zu bauen.
Im Jahr 1973 zogen die Fullers mit ihren vier Kindern nach Afrika, um dort in Zaire (heute: Demokratische Republik Kongo) ihr Hausbau-Konzept zu testen. Millard Fuller kehrte 1976 mit seiner Familie in die USA zurück und gründete die Organisation.

## Ehrung
1989 wurde Habitat for Humanity zusammen mit Otto Königsberger, Hassan Fathy, Lauchlin Bernard Currie mit dem UN Habitat Scroll of Honour geehrt, den die Vereinten Nationen (UN) seit 1989 für außergewöhnliche Leistungen des Städte- und Wohnungsbaus verleihen (Programm der Vereinten Nationen für menschliche Siedlungen).